# Hjalmar Westergren
Bror Hjalmar Westergren, född 1875 i Riseberga, Kristianstads län, död 27 september 1935 i Ängelholm, var en svensk målare.
Han var från 1918 gift med Lilly Elvira Hulthén-Westergren och far till Erik Hjalmar Wilhelm Westergren. Han studerade konst i Paris, Rom och Florens. Westergren medverkade i Konstföreningen för södra Sveriges utställning i Malmö 1901 och utställningar arrangerade av Skånes konstförening. En minnesutställning med hans konst visades på Gummesons konsthall i Stockholm 1939. Hans konst består av religiösa motiv, figurer, porträtt och landskapsskildringar utförda i olja eller pastell.